# Stemma di Saint Vincent e Grenadine

Lo stemma di Saint Vincent e Grenadine

Lo stemma di Saint Vincent e Grenadine è sormontato da una pianta di cotone e sorregge il motto didascalico in lingua latina "pax et justitia". La parte centrale dello stemma è basato sul badge coloniale in uso dal 1907 al 1979, e rappresenta due donne vestite con la classica tunica romana. Quella sulla sinistra (che rappresenta la Pace) tiene in mano un ramo di palma, quella a destra (la Giustizia) è inginocchiata davanti a un altare ardente di colore giallo, collocato fra le due donne.